# Geschichte machen
Geschichte machen (engl.: „Making History“) ist ein Roman des britischen Autors Stephen Fry aus dem Jahr 1996.

## Handlung
Der englische Student Michael Young ist fasziniert von dem vermeintlichen deutschstämmigen Juden und Physikprofessor Zuckermann, dem es gelungen ist, eine Maschine zu entwerfen, mit der man Dinge durch die Zeit schicken kann. Angetrieben von seinem unbändigen Hass auf Adolf Hitler tut dieser sich mit Michael zusammen, der eben eine Arbeit über Hitlers Jugendjahre geschrieben hat. Es gelingt ihnen, ein neuartiges, Unfruchtbarkeit auslösendes Medikament durch die Zeit zu schicken und damit den Brunnen des Wohnhauses der Familie Schicklgruber (und ihrer Nachbarn) zu verseuchen, sodass Sohn Adolf niemals gezeugt wird.
Nach dem Experiment erwacht Michael und stellt zu seinem Erstaunen fest, dass er sich nicht mehr in England, sondern in Amerika befindet. Nachdem er herausgefunden hat, wo er ist, fragt er als erstes seinen Freund Steven Burns nach Hitler. Dieser hat den Namen jedoch nie gehört. Als Steve wissen will, worüber sich Michael so freue, sagt Michael, dass er froh ist, dass Steve nie von Hitler und den Nazis gehört habe. Daraufhin sagt Steve entrüstet, dass er die Nazis natürlich kenne, und listet alle bekannten Nazigrößen wie Himmler, Goebbels usw. auf, nur anstelle Hitlers bezieht er sich auf einen Rudolf Gloder (1894–1966). Anders als zuvor, als das Leben des Hitlers in kurzen Ausschnitten zu lesen war, durchlebt nun Gloder in kurzen Ausschnitten zum Beispiel den Ersten Weltkrieg oder den Eintritt in die NSDAP. Es wird klar, dass durch die Geburt Hitlers Gloder im Ersten Weltkrieg ums Leben kam, da dieser ihn herausforderte, einen gestohlenen Helm von den Feinden zurückzuholen. Durch Hitlers Fehlen überlebt Gloder und nimmt dessen Platz in der Geschichte ein.
Michael findet heraus, dass Gloder im Gegensatz zu Hitler die Juden nicht offen bekämpfte, sondern sich sogar von Einstein die Atombombe bauen ließ. Zeitgleich fand der Vater Leo Zuckermanns, der gar kein Jude, sondern ein Nazi-Arzt war, das Tagebuch eines Dorfarztes aus Braunau am Inn, in dem berichtet wird, dass ein ganzer Straßenzug, darunter auch eine Familie Schickelgruber-Hitler, plötzlich unfruchtbar geworden waren. Bei einer Wasseruntersuchung entdeckten sie das Mittel und zwangen alle Juden in Europa, davon zu trinken. Eine Generation später gab es keine Juden mehr in Europa, außer in einem Gebiet in der ehemaligen Sowjetunion, wo man anscheinend einen freien Judenstaat errichtet hatte. Es wird jedoch nie klar, ob dieser Staat wirklich existiert, da nicht aus Europa stammenden Juden die Einreise nach Europa nicht erlaubt ist und diese deshalb die Existenz des sogenannten „Judenfreistaates“ nicht verifizieren können. Gleichzeitig griffen die Deutschen die Sowjets mit Atomwaffen an und töteten Stalin; mit der folgenden Invasion in der Sowjetunion brach diese zusammen. Danach zwangen die Deutschen ganz Europa, inklusive Großbritannien, zur Kapitulation, indem sie ebenfalls mit Atomwaffen und Invasionen drohten. In allen Staaten wurden entweder Marionetten-Regimes eingesetzt, oder sie wurden dem Deutschen Reich angegliedert. Da Amerika in dieser Zeit ebenfalls die Atombombe entwickelte, kam es zu einem kalten Krieg zwischen den Vereinigten Staaten und „Nazi-Europa“, wie es nun genannt wird. Michaels Eltern mussten fliehen, daher sein Aufenthalt in Amerika.
Michael ist verzweifelt, da er unter diesen Umständen kaum damit rechnen kann, Zuckermann in Amerika anzutreffen. Zu allem Überfluss wird er auch noch von Agenten verhört, die wissen wollen, woher Michael die Namen Braunau und Hitler kenne, denn die kennt nur der Professor. Denn dieser (Zuckermann) befindet sich tatsächlich dort, weil er von seinem Vater kurz vor dessen Tod das Geheimnis des unfruchtbar machenden sogenannten „Braunau-Wassers“ bekommen hat, und dies so schrecklich fand, dass er einfach überlaufen musste. Michael erkennt, dass sich die Welt trotz der Vermeidung der Geburt Hitlers in allen Belangen zum Schlechteren gewandelt hat, denn auch in Amerika ist das Leben nicht frei. Durch die ständigen Reibereien mit Europa konnte es sich innenpolitisch nicht zum Besseren wandeln, da alles, was nicht ur-amerikanisch ist, als subversiv gelten kann. Schwarze haben kaum Rechte und Homosexualität ist ein Kapitalverbrechen, das mit der Deportation in sogenannte „Schwulenghettos“ und dem Entzug aller Bürgerrechte geahndet wird.
Genau damit hat Michael das größte Problem: Er hat sich nämlich in seinen Mitstudenten Steve verliebt, der diese Gefühle auch erwidert. Gemeinsam suchen sie Professor Zuckermann, der unter einem Decknamen lebt, auf und überzeugen ihn, das Experiment zu wiederholen. Sie verseuchen den Brunnen der Schicklgrubers mit Rattenkadavern, sodass niemand mehr daraus trinkt, das Medikament nie von Alois Schicklgruber aufgenommen wird und so Adolf Hitler zur Welt kommen kann. Kurz bevor das Experiment beendet wird, wird Steve allerdings von einem Agenten angeschossen, und Michael kann nichts mehr für ihn tun.
Wieder in seiner Realität angekommen, stellt er fest, dass alles wieder beim Alten ist, mit einer Ausnahme: Er hat es irgendwie geschafft, seine Lieblingsband verschwinden zu lassen. Mit den Liedtexten lassen sich jedoch bestimmt andere Bands bedienen und es lässt sich so Geld verdienen, und dann taucht auch noch Steve auf...

## Kritik
„Für Stephen Fry ist das Unheil also nicht an eine bestimmte Person gebunden. Hitler, so die These des Buches, war nur Platzhalter. Entscheidend sind nicht einzelne Personen, sondern geschichtliche Rahmenbedingungen... Fry setzt das in seinem bitterbösen Roman glaubhaft um.. Dabei gibt es haufenweise allerschwärzesten britischen Humor, für den man einen deutschen Autor bei diesem Thema kreuzigen würde.“

## Preise
Das Buch gewann den Sidewise Award für Romane, die sich um alternative Zeitlinien drehen.

## Ausgaben
- Stephen Fry: Making History, Random House, 1996. ISBN 0091791413

- Stephen Fry: Geschichte machen, aus dem Englischen von Ulrich Blumenbach, Haffmans Verlag, Zürich 1997 (deutsche Erstausgabe). ISBN 978-3746623337
- Stephen Fry: Geschichte machen, aus dem Englischen von Ulrich Blumenbach, Rowohlt-Taschenbuch-Verlag, Reinbek bei Hamburg 1999 (deutsche Taschenbuchausgabe). ISBN 3-499-22410-0 (aktuelle Ausgabe im Aufbau-Verlag, Berlin 2007, ISBN 978-3-7466-2333-7)